# ألفونسو خوسيه كاردونا
ألفونسو خوسيه كاردونا (بالإسبانية: Alfonso Elías Cardona)‏ هو سياسي مكسيكي، ولد في 15 يناير 1941 في ولاية زاكاتيكاس في المكسيك. حزبياً، نشط في حزب الثورة الديمقراطية. وقد انتخب عضو مجلس النواب المكسيك.